# 자은동
자은동(自隱洞)은 대한민국 경상남도 창원시 진해구의 법정동 및 행정동이다.

## 개요
자은동은 대단위 아파트 단지 조성으로 농촌지역에서 주거밀집 지역으로 변모하여 전체 세대의 74%에 해당하는 2,700여세대가 공동주택, 빌라에 거주하며 전통적인 자연마을과 대단위 주거단지가 자연환경과 더불어 조화를 이루고 있다. 잘 조성된 등산로와 임도, 좋은 자연환경으로 시민 및 외래 등산객의 산행, 휴식처로 각광을 받고 있다.
자은동은 《호구총수》에는 자논리 로, 조선 고종 36년의 《웅천군지》의 지도에는 자안(自安)으로, 《웅천군공토성책》에는 자은동(自隱洞)으로 나오나 평소 "잔노이"라고 부르고 있었다. 지금은 없어졌으나 마을 앞에 숲이 있어서 마치 마을이 스스로 숨어있는 것처럼 보여서 ‘자은리’라고 부르게 된데서 유래하였다. 자은동은 법정동명과 행정동명이 같고 자은동 본 마을,관사마을, 하구마을, 냉천마을 4개의 마을이 있었으나 본 마을(본동)이 1996년 행정구역 개편시에 덕산동으로 편입되어 현재는 3개의 자연마을이 있다. 역사적으로 웅천현 중면, 웅천군 부중면, 창원군 웅중면, 창원군 진해면, 창원군 진해읍 등의 관할이었다가, 1955년 진해시정이 펼쳐지면서 자은동으로 행정동이 되어 오늘에 이르고 있다.

## 법정동
- 자은동
- 덕산동

## 교육
- 냉천초등학교
- 덕산초등학교
- 자은초등학교
- 냉천중학교
- 동진중학교

## 주거
| 단지명                  | 건설사                      | 시행사           | 주소                      | 입주        | 비고     |
| ----------------------- | --------------------------- | ---------------- | ------------------------- | ----------- | -------- |
| 자은 월드메르디앙       | 월드건설㈜                  | 월드건설㈜       | 진해구 자은로64번가길 26  | 2008년 1월  |          |
| 자은3지구 중흥S-클래스  | 중흥토건㈜ ㈜중흥엔지니어링 | 제이원산업개발㈜ | 진해구 냉천로 262         | 2017년 2월  |          |
| 자은3지구 에일린의 뜰   | 아이에스동서                | 아이에스동서     | 진해구 냉천로 235         | 2017년 10월 |          |
| 자은동 더샵             | 포스코건설                  | 금강종합건설㈜   | 진해구 진해대로975번길 20 | 2005년 11월 |          |
| 벚꽃마을 자은주공 2단지 | ㈜신성 ㈜대동주택           | 대한주택공사     | 진해구 진해대로921번길 10 | 2000년 8월  |          |
| 자은주공 3단지          | 대동건설㈜                  | 대한주택공사     | 진해구 진해대로975번길 23 | 2006년 8월  | 국민임대 |
| 대동빌라트 1단지        | 대동㈜                      | 대동㈜           | 진해구 냉천로 88          | 1996년 12월 |          |
| 대동빌라트 2단지        | 대동㈜                      | 대동㈜           | 진해구 냉천로108번길 5-16 | 1996년 12월 |          |